# 도이타촌
도이타촌(戸板村)은 이시카와현 이시카와군에 있던 촌이다.

## 역사
- 1889년 4월 1일 - 정촌제 시행에 의해 18개 촌의 구역을 가지고 성립하였다.
- 1943년 12월 1일 - 가나자와시에 편입해, 동일 도이타촌은 폐지되었다.

## 교통

### 철도
- 호쿠리쿠 철도
  - 가나이와선 ※1971년 9월 1일 폐선